# Henryk Borewicz
Henryk Borewicz (ur. 20 grudnia 1880 w Kenowo, zm. 11 listopada 1922 w Warszawie) – pułkownik kawalerii Wojska Polskiego.

## Życiorys
Urodził się 20 grudnia 1880 w miejscowości Kenowo, w rodzinie Leona.
30 września 1888, po ukończeniu pięciu klas gimnazjum w Tule, wstąpił do 5 Kijowskiego Pułku Grenadierów na prawach wolontariusza 2 kategorii (ros. Вольноопределяющийся 2-го разряда) . 31 sierpnia 1900 rozpoczął naukę w Kazańskiej Szkole Junkrów Piechoty . 31 lipca 1901 awansował z junkra na młodszego podoficera . 4 sierpnia 1902 został mianowany podchorążym (ros. Подпрапорщик) . Od 8 września 1904 walczył na wojnie rosyjsko-japońskiej . 1 października 1904 został ranny w bitwie nad Sha He . 1 września 1910 został mianowany „za wysługę lat” sztabsrotmistrzem.
Od 6 grudnia 1917 do 5 lipca 1918 służył w I Korpusie Polskim w Rosji.
1 marca 1919 został formalnie przyjęty do Wojska Polskiego z byłych Korpusów Wschodnich i byłej armii rosyjskiej z zatwierdzeniem posiadanego stopnia podpułkownika ze starszeństwem od dnia 1 sierpnia 1917 i przydzielony z dniem 4 listopada 1918 do 3 Pułk Ułanów w Warszawie. W organizującym się pułku pełnił funkcję kwatermistrza. Swą piękną odezwą „do Warszawianek” przyczynił się do powstania Koła Opieki nad pułkiem.
28 maja 1919 został przeniesiony z 3 Pułku Ułanów do Armii gen. Hallera. 11 czerwca 1920 został zatwierdzony z dniem 1 kwietnia 1920 w stopniu podpułkownika, w kawalerii, w grupie oficerów byłych Korpusów Wschodnich i byłej armii rosyjskiej. Był wówczas dowódcą szwadronu zapasowego 2 Pułku Ułanów. 20 września 1920 został mianowany dowódcą 2 Pułku Strzelców Konnych, który 4 listopada tego roku został przemianowany na 4 Pułk Strzelców Konnych. Chory na gruźlicę płuc i gardła, dość często przebywał na leczeniu ambulatoryjnym i urlopie zdrowotnym. Zastępował go wówczas major Jan Starczewski (16 sierpnia – 20 listopada 1921, 17 stycznia – 19 lutego 1922). Jego nieobecność wywierała ujemny wpływ na wyszkolenie strzelców. 30 czerwca 1921 dowódca Okręgu Generalnego Łódź gen. bryg. Jan Rządkowski udzielił mu pisemnej nagany za tolerowanie bezładu w pułku. 15 czerwca 1922 dowódca Okręgu Korpusu Nr IV gen. dyw. Stefan Majewski wystosował do ministra spraw wojskowych pismo, w którym stwierdził, że z powodu stanu zdrowia nie nadaje się pułk. Borewicz na Dowódcę pułku jazdy. W następstwie tej opinii został zwolniony ze stanowiska dowódcy pułku. Zmarł 11 listopada 1922 w Warszawie.

## Ordery i odznaczenia
- Order św. Anny 4 stopnia – 11 grudnia 1904[2]
- Order św. Stanisława 2 stopnia – 21 września 1916
- Order św. Anny 3 stopnia – 10 kwietnia 1917
- Order św. Stanisława 3 stopnia z mieczami i kokardą